# Elektra (opera)
Elektra, Op.58 là vở opera của nhà soạn nhạc người Đức Richard Strauss. Người viết lời cho tác phẩm là Hugo von Hofmannsthal. Hofmannsthal đã chuyển thể từ bộ phim cùng tên của chính mình, được sản xuất vào năm 1903. Vở opera của Strauss được sáng tác vào năm 1909. Trong tác phẩm này, tác giả thể hiện phong cách gần chủ nghĩa biểu tượng.